# Кызылкумский государственный тугайно-песчаный заповедник
Кызылкумский государственный тугайно-песчаный заповедник (узб. Qizilqum davlat qo‘riqxonasi) — тугайно-песчаный заповедник расположенный в среднем течении реки Амударьи, Бухарской области Республики Узбекистан. Состоит из двух обособленных друг от друга участков: тугайного, который занимает не более трети по площади и песчано-пустынного. Создан с целью охранения биологического разнообразия тугайно-песчаной экосистемы от влияния человеческой деятельности. Основными объектами охраны являются бухарский олень, джейран, перевязка, дрофа-красотка, фламинго, пеликан, фазан и др.

## История
До организации заповедника его территории принадлежали Кызылкумскому лесхозу. До момента распада СССР находился в подчинении Главного управления охотничьего хозяйства и заповедников Министерства лесного хозяйства Узбекской ССР.
1971 год: на территории Рамитанского района Бухарской области создан Кызылкумский государственный заповедник площадью 3985 га.
1982 год: часть территории заповедника (4254 га) передана в состав Хорезмской области